# Indemini

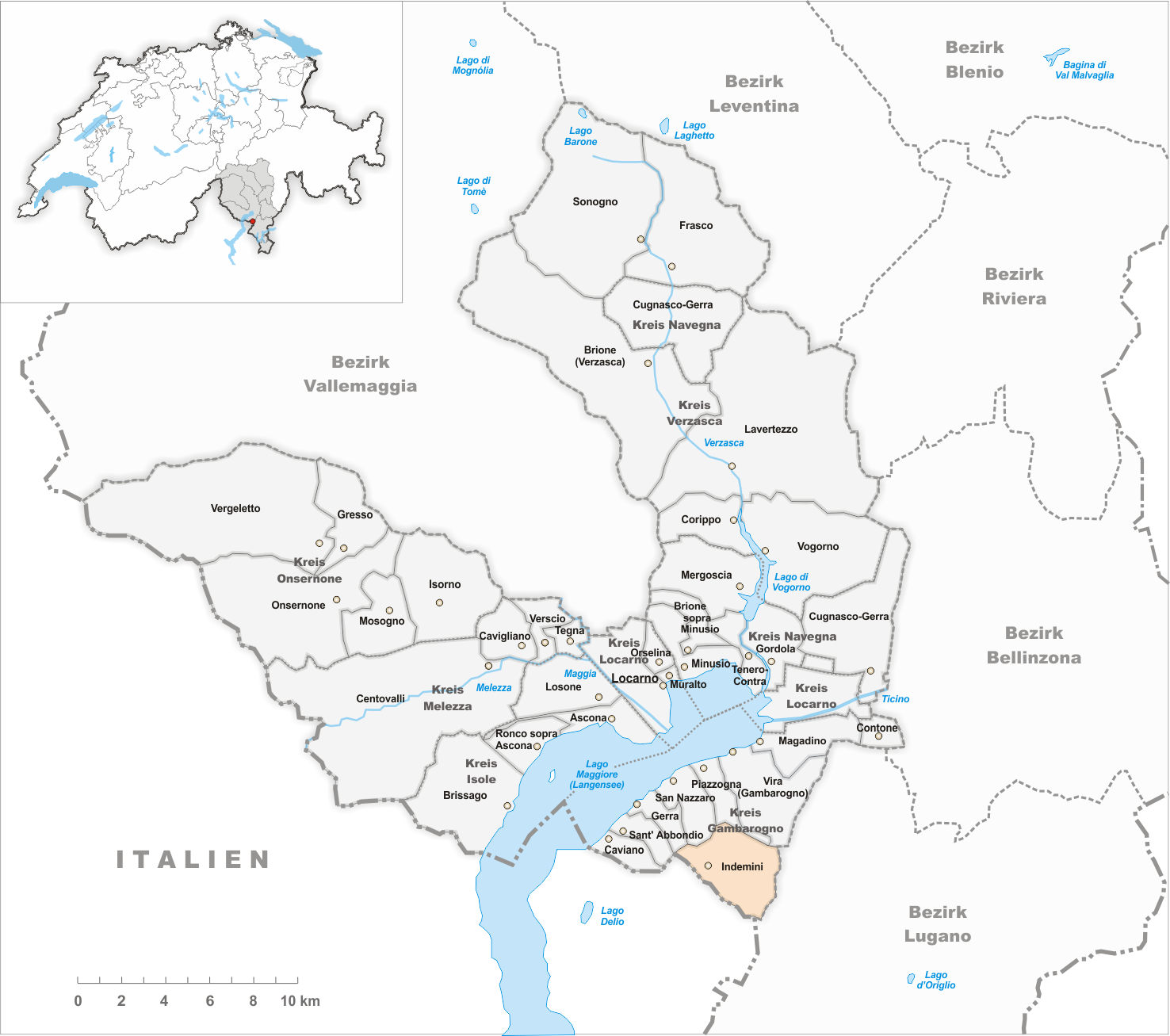
Gemeindestand vor der Fusion am 24. März 2010

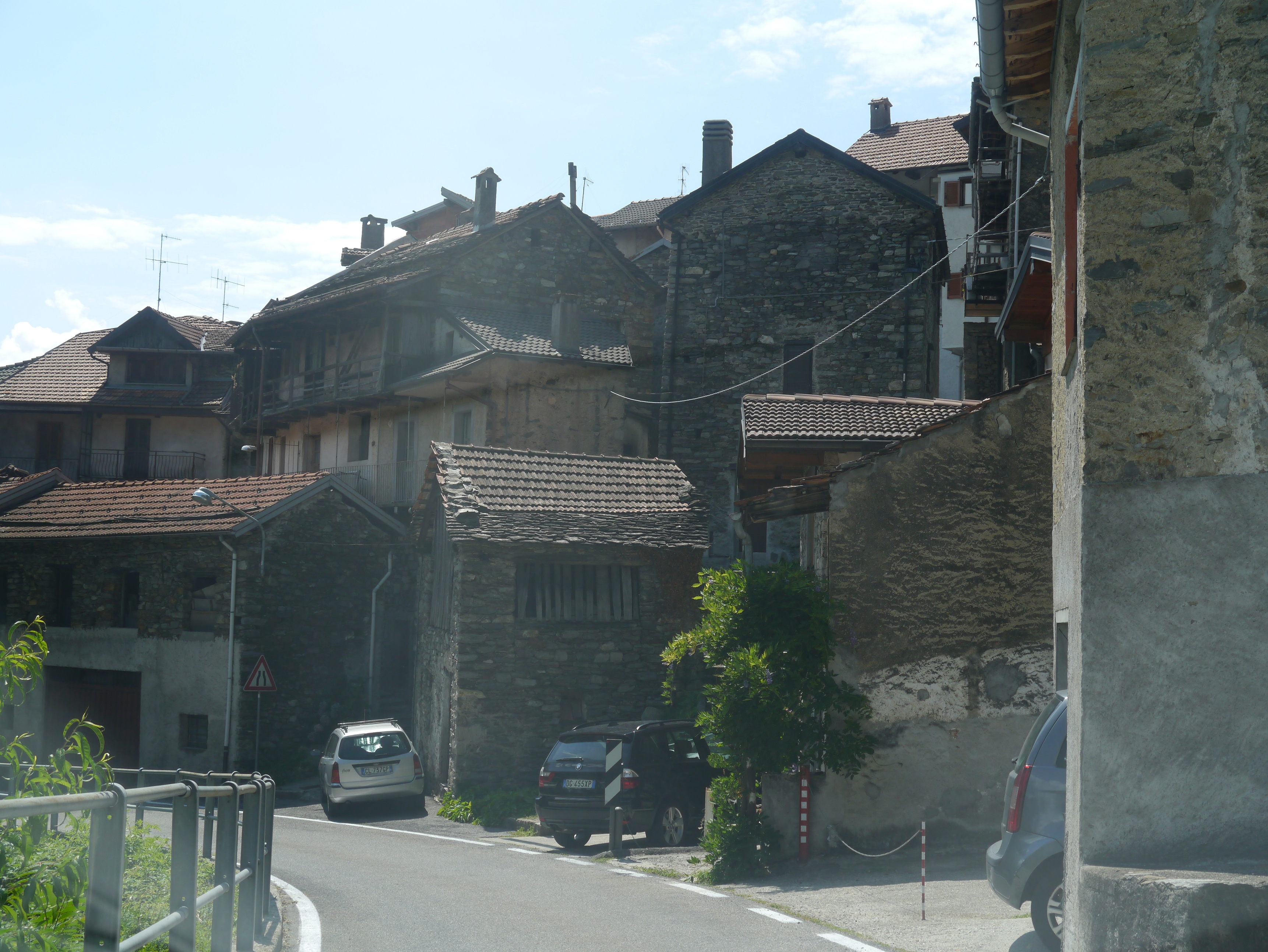
Indemini

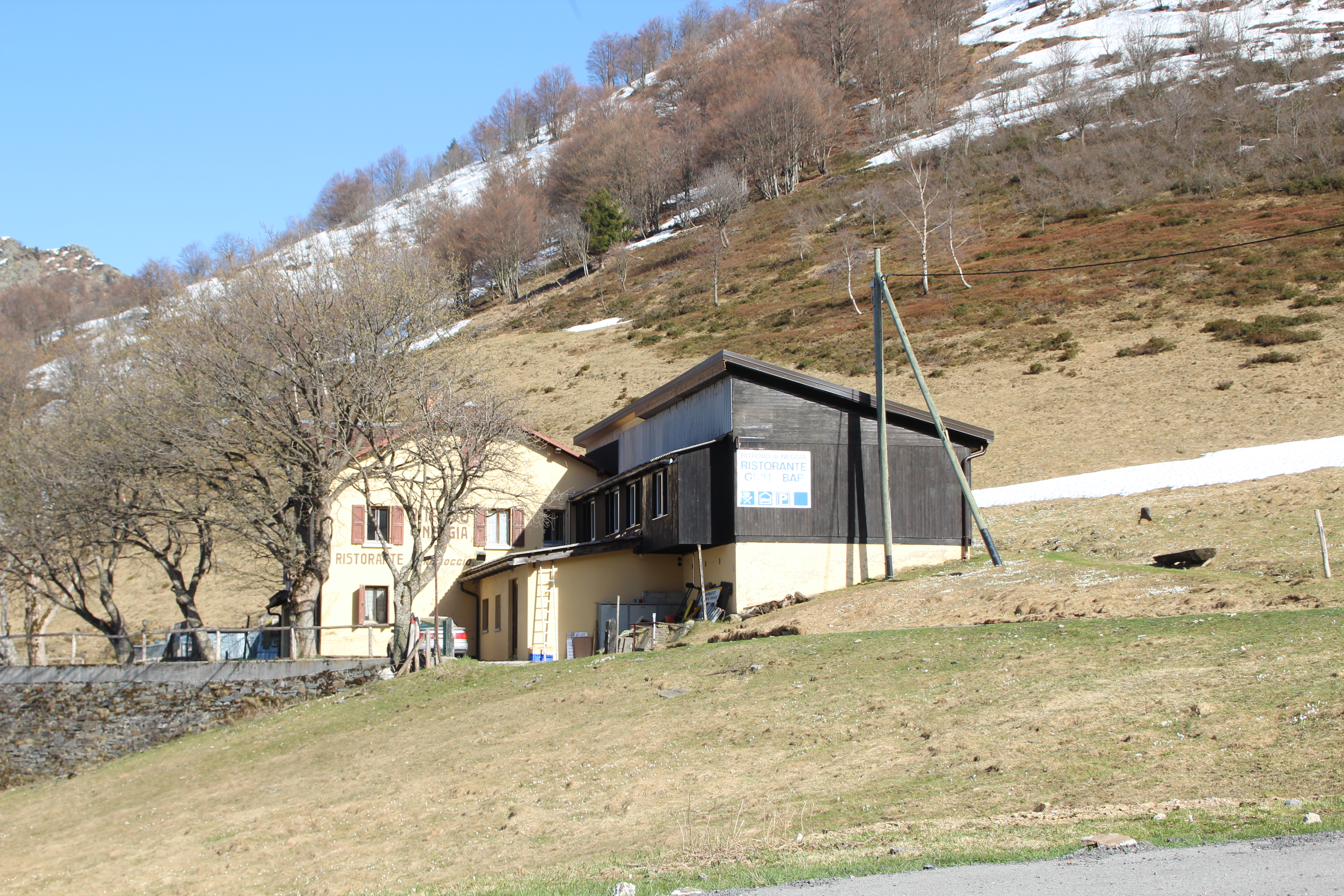
Alpe di Neggia

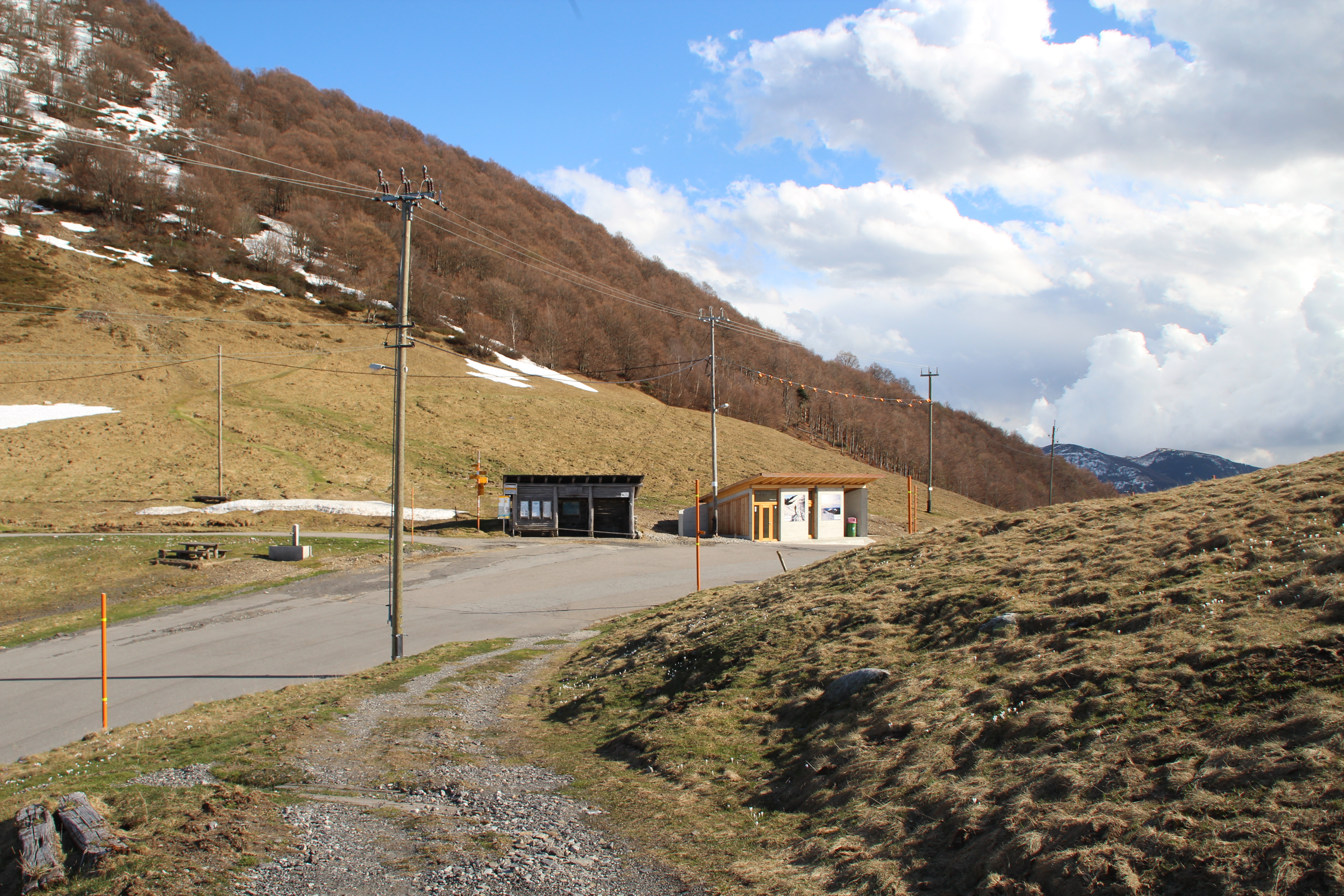
Alpe di Neggia-Pass

Luftbild (1954)

Indemini, im alpinlombardischen Ortsdialekt Indemen [inˈdeːmən], ist eine Ortschaft in der Tessiner Gemeinde Gambarogno, Schweiz. Sie bildete bis zum 24. April 2010 eine selbständige politische Gemeinde.

## Geographie
Indemini liegt, von Locarno her gesehen, hinter dem Gambarogno auf 950 m ü. M. im sonst italienischen Valle Veddasca. Von Vira aus führt die Strasse von 190 m hinauf zur Alpe di Neggia auf 1395 m und danach wieder hinunter zum Dorf, das auf 950 m liegt. Dabei sind 37 Haarnadel- und 54 normale Kurven zu bewältigen. Der Talfluss, die Giona, fliesst bei Maccagno in den Lago Maggiore.

## Geschichte
Erste Erwähnungen findet das Dorf im Jahre 1213 als Indempno und 1260 als Indemine. Indemini wurde von den Eidgenossen erobert, da dessen Lage als erster Ort jenseits des St.-Anna-Passes strategisch wichtig war. Während sich die anderen Dörfer des Veddasca-Tals nach Luino und Maccagno orientierten, richtete sich Indemini nach der Eidgenossenschaft aus. Der Pass wurde im Mittelalter von Soldaten begehbar gemacht, fahrbar aber erst im 20. Jahrhundert.
Bereits 1800 und erneut während des Wiener Kongresses 1814/1815 versuchte das Tessin erfolglos, den Ort Indemini, «die abgelegenste Gemeinde der Schweiz», gegen den italienischen Ort Campione d’Italia einzutauschen. Das begehrte Tauschobjekt ist bis heute eine italienische Exklave am Ostufer des Luganersees, der vollständig vom schweizerischen Tessin umgeben ist.
Am 25. November 2007 wurde die Fusion der neun Gemeinden am Südufer des Lago Maggiore von acht Gemeinden gutgeheissen: Caviano, Contone, Gerra, Indemini, Magadino, Piazzogna, Sant’Abbondio und Vira fusionieren zur Gemeinde Gambarogno. Einzig San Nazzaro sprach sich gegen die Gemeindezusammenlegung aus. Gegen den Entscheid des Tessiner Grossen Rates, die Fusion trotzdem wie geplant durchzuführen, wurde beim Bundesgericht Beschwerde eingelegt. Nach deren Ablehnung trat die Fusion per 25. April 2010 in Kraft.
Indemini bildet aber nach wie vor eine eigenständige Bürgergemeinde.

## Wappen
Blasonierung: In Grün ein neunmal Silber-Rot schrägrechts gestückter Faden, über dem eine goldene Mittagssonne aufgeht; unten gekreuzt eine Axt nach rechts und eine Heppe nach links in Silber mit goldenen Stielen.

## Bevölkerung
Einwohnerzahlen: Volkszählungsdaten
In den frühen 1980er-Jahren war der Fortbestand Indeminis angesichts anhaltender Abwanderung gefährdet. Auswärtige Indeminesi waren nicht bereit, in ihre abgelegene Heimatgemeinde zurückzukehren. Dank einer gewissen Zuwanderung aus der Deutschschweiz zählt der Ort inzwischen wieder etwas über 40 Einwohner.
Heute ist das Dorf zur Hälfte italienisch- und zur Hälfte deutschsprachig (2002: je 49 % deutsch- und italienischsprachig).

## Wirtschaft
Indemini ist durch eine Postautolinie mit Vira (Gambarogno) und San Nazzaro verbunden. 
Wichtige Erwerbszweige sind die Landwirtschaft, die Gastwirtschaft und das Kleingewerbe.
Innerorts gibt es nur wenige Arbeitsplätze. 

## Sehenswürdigkeiten
Das Dorfbild ist im Inventar der schützenswerten Ortsbilder der Schweiz (ISOS) als schützenswertes Ortsbild der Schweiz von nationaler Bedeutung eingestuft.
- Pfarrkirche San Bartolome[6]
- Pfarrhaus (Bottega dell’artista), renoviert 2002[6]
- Oratorium Madonna del Monte oder Sant’Anna (1342 m, ca. 1,5 km nordwestlich des Dorfes)[6]
- Wohnhaus Casa du Pudastée, mit Fresko Santa Pietà di Cannobio[6]
- Museo del Patriziato[7]
- Verschiedene bäuerliche Wohnhäuser[6]
- Verschiedene Betkapellen[6]
- Zeichenstein und Schalenstein an der Grenze von Biegno der Gemeinde Maccagno con Pino e Veddasca (1160 m)[8]

## Persönlichkeiten
- Gianfranco Domenighetti (* 1942 in Indemini; † 17. November 2017 in Locarno), Ökonom, Dozent an der Universität Genf, der Universität Lausanne und der Università della Svizzera italiana[9][10]
- Guido Domenighetti (* 12. Februar 1945 in Indemini), Arzt, Universitätsprofessor, Pneumologe[11]